# Šimanovskij rajon
Lo Šimanovskij rajon (in russo Шимановский район?) è un rajon dell'Oblast' di Amur, nella Russia asiatica; il capoluogo è Šimanovsk. Istituito nel 1939, ricopre una superficie di circa 14.600 chilometri quadrati e consta di una popolazione di circa 6.900 abitanti.

## Centri abitati
- Šimanovsk
- Bereja
- Malinovka
- Razdol'noe
- Muchino
- Ključevoe
- Pereselenec
- Novovoskrenovka
- Anosovo
- Novogeorgievka
- Aktaj
- Svobodnyj Trud
- Petruši
- Bazisnoe
- Saskal'
- Seletkan
- Džatva
- Svetil'noe
- Uranovka
- Kuchterin Lug
- Ušakovo
- Čagojan